# Раскин, Николас
Николас Раскин (нидерл. Nicolas Raskin; род. 23 февраля 2001, Варегем, Фламандский регион) — бельгийский футболист, полузащитник клуба «Рейнджерс» и сборной Бельгии.
Отец Николаса, Тьерри, также был профессиональным футболистом.

## Клубная карьера
Раскин — воспитанник клубов «Стандард», «Андерлехт» и «Гент». 10 февраля 2018 года в матче против «Сент-Трюйдена» он дебютировал в Жюпиле лиге в составе последнего. В 2019 году Раскин вернулся в Стандард. 4 декабря в матче Кубка Бельгии против «Ребека» он дебютировал за основной состав. 4 октября в поединке против «Шарлеруа» Николас забил свой первый гол за «Стандард».
В начале 2023 года Раскин перешёл в шотландский «Рейнджерс». Сумма трансфера составила 1,5 млн евро. 4 февраля в матче против «Росс Каунти» он дебютировал в шотландской Премьер-лиге. 21 октября в поединке против «Хиберниана» Николас забил свой первый гол за «Рейнджерс».

## Международная карьера
В 2018 году в составе юношеской сборной Бельгии Раскин принял участие в юношеском чемпионате Европы в Англии. На турнире он сыграл в матчах против команд Ирландии, Боснии и Герцеговины и Италии.